# Доктор-беглец
Доктор-беглец (англ. Fugitive Doctor) — воплощение Доктора, главного персонажа британского научно-фантастического телесериала «Доктор Кто». Его сыграла английская актриса Джо Мартин, ставшая первой небелой исполнительницей персонажа.
Доктор является представителем внеземной расы Повелителей Времени с планеты Галлифрей, который при помощи пространственно-временного устройства ТАРДИС путешествует через время и пространство, чаще всего со спутниками. Когда Доктор получает значительные увечья, по его желанию тело может «регенерировать», однако при каждом новом воплощении его внешность и характер меняются (память и сущность остаются прежними). Эта возможность позволила отображать Доктора различными актёрами и сохранить тем самым сериал с 1963 года.
Доктор-беглец является более жёстким и даже жестоким воплощением, по сравнению с другими Докторами. Первоначачально, когда оно только появилось в одном из эпизодов с участием Тринадцатого Доктора, было ещё непонятно, из какого периода жизни Повелителя времени по хронологии, хотя было немало предположений, что эта инкарнация жила ещё до Первого Доктора. Хотя до сих пор точно неизвестно, откуда взялась Доктор-беглец, предполагается, что она из того момента, который был стёрт из памяти Повелителя времени. Тринадцатый Доктор впервые сталкивается с ней на Земле, когда та скрывалась от других Повелителей времени, вынуждающих её работать на таинственный «Дивизион».

## История появлений
Впервые Доктор-беглец появляется в эпизоде «Беглец джудунов» как экскурсовод Рут Клейтон, под которую данное воплощение замаскирована при помощи хамелеоновых цепей. Как Рут она живёт со своим «мужем» Ли в Глостере 21-го века, не подозревая о своей истинной сущности. Однако джудуны всё равно находят её и стремятся поймать, чтобы доставить галлифрейскому командующему Гату. Ли, который является союзником среди Повелителей времени и также беглецом, направляет её к маяку, где Доктор восстанавливает свою личность. В это же время Тринадцатый Доктор, который в это время находится в Глостере, находит закопанную в земле синюю полицейскую будку, оказавшуюся ТАРДИС Рут. Когда оба Доктора встречаются и раскрывают друг другу кто они, оказывается, что никто из них не узнаёт другую, хотя каждая из них предполагает, что вторая является будущим воплощением. Подстроив Гату ловушку, в результате чего тот убивает себя, воспользовавшись неисправным пистолетом, Доктор-беглец улетает на ТАРДИС, не попрощавшись.
Она снова появляется в серии «Вечные дети», по сюжету которой Доктор оказывается запертой в Матрице Мастером. Она узнаёт, что является сущностью, известной как «вневременное дитя», и прожила множество воплощений до того, как появился Первый Доктор. Пытаясь сбежать и примириться с данной информацией, она встречает проекцию Доктора-беглеца. Прежде, чем исчезнуть, та напоминает ей, что ничего из прошлого никогда не определяло её.
В третьей части «Потока», «Однажды во времени», Тринадцатый Доктор попадает во временной шторм и оказывается в своём далёком прошлом, в храме Атропоса. Там она оказывается в облике Доктора-беглеца, которая со своими тремя спутниками из Дивизиона, включая лупарийского командора Карванисту, противостоит Рою и Лазури при атаке на храм. Она использует методы настоящего обладателя тела в качестве вдохновения, чтобы исправить настоящее.
В «Сокрушителях» Карваниста раскрывает, что действительно был спутником Доктора-беглеца, но ничего больше сказать не может из-за устройства, вживлённого Дивизионом в его мозг и угрожающего убить его, если он проболтается. В прошлом Доктор бросила его, за что Карваниста обижен на неё. Позднее Доктор находит часы, в которых заключены стёртые воспоминания, однако предпочитает запрятать их поглубже в ТАРДИС, а не открывать.
В спецвыпуске «Сила Доктора» появляется голограмма Доктора-беглеца, которая сообщает Повелителю времени, у которого Мастер украл внешность, что можно всё вернуть обратно. Она помогает Яз и Виндеру вернуть Доктору её внешность. Доктор-беглец появляется в виде воспоминания предыдущих приключений с Ананси и его дочерью Абеной в эпизоде «История и двигатель» 15-го сезона с Пятнадцатым Доктором.

### В аудио-драмах
23 апреля 2022 года Big Finish Productions объявили, что Джо Мартин повторит свою роль для цикла аудио-драм «Приключения Доктора-беглеца» (англ. The Fugitive Doctor Adventures), рассказывающих о том, что случилось с этим воплощением после событий серии «Беглец джудунов».

## Характеристика
Доктор-беглец — более тёмное, острое на язык и вспыльчивое воплощение Доктора, чем другие. Она демонстрирует свою склонность к насилию, когда нападает на преследующего её джудуна, и ей удобнее не держать в руках оружие, чтобы убить врага, а манипулировать им, чтобы тот случайно убил себя сам. Сама Мартин сравнивала характер своего персонажа с Двенадцатым Доктором. Тем не менее, у неё уже наблюдаются те же героические качества и природное обаяние Доктора, когда она ободряет Тринадцатого Доктора, попавшую в ловушку Мастера.
Данное воплощение, судя по всем признакам, является одним из ранних воплощений Повелителя времени, явившись из прошлого Тринадцатого Доктора. Как и Первый, она не использует звуковую отвёртку и называет ТАРДИС своим «кораблём». Интерьер её ТАРДИС отсылает к классическим сериям 1960-х годов своими белыми стенами и идентичной консолью управления.
Её костюм разработал Рэй Холман как отражение её суровой натуры. Чёрные армейские штаны и ботинки намекают на то, что этот Доктор привык больше сражаться, а также отсылают к костюму Двенадцатого Доктора. Шотландский твидовый жилет тёмного цвета и сюртук в стиле классических Докторов призваны добавить данному воплощению яростности. Рубашка ярких оттенков, со стоячим воротником и подвёрнутыми манжетами даёт контраст, намекающий на эксцентричность Доктора, и изготовлена из африканской ткани кенте, что подчёркивает значимость выбора актрисы и отдаёт дань её наследию. Также данное воплощение иногда со своим костюмом носила пару солнцезащитных очков с жёлтыми стёклами.

## Подбор актёра
Джо Мартин была выбрана как первая темнокожая исполнительница роли Доктора в истории сериала. Данное решение похвалили многие оставившие комментарии.
До премьеры эпизода «Беглец джудунов» никак не освещалось, что в нём дебютирует новая инкарнация Доктора. Все рекламные материалы раскрывали лишь то, что Джо Мартин сыграет персонажа по имени Рут, в то время как сама актриса не знала об этом до конца прослушивания. И после этого она смогла раскрыть эту информацию только своему мужу.

## Отзывы
Критики высоко оценили появления Мартин в роли Доктора, некоторые выразили желание видеть данное воплощение чаще.

## Комментарии
1. ↑  В первых двух сериях данное воплощение в титрах указано только как «Доктор» и по ходу сюжета упоминается также этим именем. Разработчикам программы также не было дано указаний называть это воплощение определённым образом. Прозвища использовались лишь в сторонних источниках, у каждого разные, включая «Доктор-беглец» (англ. "Fugitive Doctor")[28][29] «Рут-Доктор» (англ. "Ruth Doctor")[30], «Доктор Рут» (англ. "Doctor Ruth")[18], «Доктор Мартин» (англ. "Doctor Martin")[5] и «Невозможный Доктор» (англ. "Impossible Doctor")[31]. Позднее в титрах указывалось именно как  «Доктор-беглец»[19].
2. ↑  Имеется в виду, что Джо Мартин стала первой вообще. Однако её воплощение до сих пор появлялось лишь во второстепенной роли, поэтому первым небелым актёром, сыгравшим Доктора как главного персонажа является Шути Гатва, но не первым вообще.